# La Almudena (metropolitana di Madrid)
La Almudena è una stazione della linea 2 della metropolitana di Madrid.
Si trova sotto alla Calle de Arriaga nell'intersezione con l'Avenida de Daroca e la Calle de Francisco Largo Caballero, nel distretto di Ciudad Lineal.
La stazione è situata a pochi metri dal cimitero de La Almudena e dal cimitero civico di Madrid.

## Storia
I lavori di costruzione iniziarono nel dicembre del 2008 e la stazione fu inaugurata il 16 marzo 2011 quando la linea 2 venne prolungata fino a Las Rosas.

## Accessi
Ingresso La Almudena
- Arriaga Calle de Arriaga, 75
- Ascensore Calle de Arriaga (angolo con calle de Francisco Largo Caballero)